# Unión Soviética y las Naciones Unidas
La Unión Soviética tuvo un papel activo en las Naciones Unidas y otras organizaciones nacionales y regionales importantes. A instancias de Estados Unidos, la Unión Soviética tomó un papel en el establecimiento de las Naciones Unidas en 1945. La Unión Soviética insistió en que haya derecho de veto en el Consejo de Seguridad de Naciones Unidas y que las modificaciones en la Carta de las Naciones Unidas sean aprobadas de forma unánime por los cinco miembros permanentes. 
La URSS al principio protestó por el ingreso de India y Filipinas, cuya independencia era en gran parte teórica entonces (siendo básicamente colonias del Reino Unido y Estados Unidos, respectivamente).
Una demanda de la Unión Soviética para que las quince repúblicas socialistas soviéticas sean reconocidas como Estados miembros en las Naciones Unidas fue contrademandada por los Estados Unidos para que todos sus entonces cuarenta y ocho estados sean reconocidos de forma similar. Al final dos Repúblicas soviéticas, la (RSS de Ucrania y la RSS de Bielorrusia) fueron admitidas como miembros de pleno derecho de las Naciones Unidas, entonces entre 1945 - 1991, la Unión Soviética fue representada por tres asientos en las Naciones Unidas. A los Estados Unidos también le fueron ofrecidos dos asientos adicionales, pero por problemas políticos (en cuanto a que dos de los 48 estados serían representados) los dos votos adicionales nunca fueron utilizados. 
Un importante hito en la política Soviética de las Naciones Unidas ocurrió en enero de 1950, cuando los representantes Soviéticos boicotearon funciones de las Naciones Unidas en protesta sobre la ocupación del asiento de China por la República de China (cuyo gobierno había sido trasladado a Taipéi en diciembre de 1949) y la correspondiente exclusión de la recién declarada República Popular de China. En ausencia de los representantes soviéticos, el Consejo de Seguridad de la ONU era capaz de votar a favor de la intervención de fuerzas militares de Naciones Unidas, en lo que se convertiría en la Guerra de Corea. Posteriormente la Unión Soviética volvió a varios cuerpos de Naciones Unidas en el agosto de 1950. Esta vuelta marcó el principio de una nueva política de la participación activa en organizaciones internacionales y regionales. 
Durante muchos años, las potencias occidentales desempeñaron un papel de dirección en deliberaciones de Naciones Unidas, pero por los años 1960, a muchas antiguas colonias se les habían concedido la independencia y se habían afiliado a las Naciones Unidas. Estos estados, que se hicieron la mayoría en la Asamblea General y otros cuerpos eran cada vez más receptivos a peticiones "antiimperialistas" soviéticas. En los años 1970, las deliberaciones de Naciones Unidas se hacían generalmente cada vez más hostiles hacia el Oeste y hacia los Estados Unidos en particular, como se evidenció por tendencias de votación pro-soviéticas y antiestadounidenses en la Asamblea General. Aunque la Unión Soviética se beneficiara y animara estas tendencias, no era principalmente responsable de ellos. Mejor dicho, las tendencias eran en gran parte un resultado del debate creciente sobre la redistribución de la riqueza del mundo entre estados "desposeídos" "y ricos".[cita requerida]
La Unión Soviética no consiguió, sin embargo, el apoyo total en las Naciones Unidas para sus posiciones de política exterior. La Unión Soviética y los estados del Tercer Mundo a menudo concordaban que el  "imperialismo" causó y siguió manteniendo las disparidades en la distribución mundial de la riqueza. Ellos discreparon, sin embargo, en el nivel apropiado de la ayuda soviética al Tercer Mundo. También, la Unión Soviética encontró la oposición a la intervención en Afganistán y la ocupación vietnamita de Camboya y recibió poco apoyo (como se probó por las abstenciones del Tercer Mundo) para su proposición de 1987 de la creación de un "Sistema Completo de Paz Internacional y Seguridad."
La Unión Soviética, a finales de los años 1980 perteneció a la mayor parte de las agencias especializadas de las Naciones Unidas. Durante 1986 los medios occidentales informaban que los estados comunistas de Europa del Este y asiáticos aliados con la Unión Soviética recibieron más  ayuda de desarrollo de las Naciones Unidas que lo que ellos y la Unión Soviética contribuyeron.  [cita requerida]
Esta revelación desmintió el apoyo retórico de los estados comunistas en las Naciones Unidas para el establecimiento de un Nuevo Orden Económico Internacional para la transferencia de riqueza de las naciones ricas del Hemisferio Norte a las naciones pobres del Hemisferio Sur. En parte debido a la crítica tercermundista en curso del registro soviético de la ayuda económica pobre al Tercer Mundo y de contribuciones soviéticas a agencias de Naciones Unidas, en septiembre de 1987 la Unión Soviética anunció que pagaría una porción de sus atrasos a las Naciones Unidas. Este cambio de política también vino a la hora de la privación financiera a las Naciones Unidas causadas en parte por la decisión de los Estados Unidos de retener las contribuciones pendientes de reducción de costos en los esfuerzos de las Naciones Unidas .[cita requerida]
Durante el gobierno de Gorbachov, la Unión Soviética hizo varias sugerencias para aumentar la participación de las Naciones Unidas en el establecimiento de superpotencia y problemas y conflictos regionales, aunque estas sugerencias no fueran puestas en práctica, ellas constituyeron nuevas iniciativas en la política exterior soviética y representaron una ruptura con la naturaleza de la pasada política exterior soviética. 
Cuando la URSS se disolvió en 1991, formalmente "notificó" a las Naciones Unidas que esta designaba a Rusia como su sucesora. A la Federación Rusa fue dado entonces el asiento permanente de la URSS en el Consejo de Seguridad.